# Terenzio (nome)
Terenzio  è un nome proprio di persona italiano maschile.

## Varianti
- Maschili: Terenzo[1][2][5]
- Femminili: Terenzia[1][2][5], Terenza[1][2]

### Varianti in altre lingue
- Basco: Terentzio, Terentzi[6]
- Bosniaco: Terencije
- Bielorusso: Тэрэнцый (Tėrencyj)
- Bulgaro: Теренций (Terencij)
- Catalano: Terenci[6]
- Ceco: Terenc
- Croato: Terencije
- Danese: Terents
- Galiziano: Terencio
- Georgiano: ტერენტი (Terenti)[3]
- Greco antico: Τερέντιος (Terentios)
- Esperanto: Terentio
- Francese: Térence
- Inglese: Terence[3][7], Terrence[3][7], Terance[3], Terrance[3]
  - Ipocoristici: Terry[3][7], Tel[3][7]
- Islandese: Terentíus
- Latino: Terentius[1][3][7]
  - Femminili: Terentia[1]
- Macedone: Теренциј (Terencij)
- Norvegese: Terents
- Polacco: Terencjusz
- Portoghese: Terêncio
- Romeno: Terenţiu
- Russo: Терентий (Terentij)[3]
- Serbo: Теренције (Terencije)
- Serbo-croato: Terencije
- Siciliano: Tirenziu
- Slovacco: Terenc
- Sloveno: Terencij
- Spagnolo: Terencio[6]
- Ucraino: Теренцій (Terencij)

## Origine e diffusione
Continua l'antico gentilizio Terentius, nome di una gens romana, la cui origine è incerta. Secondo alcune fonti sarebbe un etnonimo derivato da Tarentum, l'antico nome della città di Taranto (quindi "proveniente da Taranto"), oppure dal nome di Tarentum, una parte del Campo Marzio di Roma, mentre altre lo riconducono al verbo latino tèrere ("lisciare, "tornire"). Il nome Terenziano è un derivato di Terenzio in forma patronimica.
Il nome è noto per essere stato portato dal celebre commediografo Publio Terenzio Afro, oltre che da numerosi santi, che ne hanno sostenuto l'utilizzo sia in Italia (dove è più compatto in Lombardia, Lazio e nelle Marche), sia in Irlanda (nella forma Terence); in quest'ultimo paese, veniva usato per rendere in inglese l'ostico nome irlandese Toirdhealbhach ma nonostante ciò, non divenne d'uso comune nei paesi anglofoni fino al tardo XIX secolo.

## Onomastico
Il nome è portato da numerosi santi e beati, fra cui molti tra i primi cristiani; l'onomastico si può quindi festeggiare in uno dei giorni seguenti:
- 10 aprile, san Terenzio, martire con altri compagni a Cartagine sotto Decio[8][9]
- 21 giugno, san Terenzio, primo vescovo di Iconio[9]
- 26 giugno, san Terenzio, soldato romano, martire sotto Giuliano l'Apostata[9]
- 15 luglio, san Terenzio, vescovo di Luni, martire presso Avenza[8]
- 30 luglio, san Terenzio, diacono di Imola, eremita presso Faenza[8]
- 24 settembre, san Terenzio, vescovo di Pesaro e martire[4][8][9]
- 27 settembre, san Terenzio, martire assieme a san Fidenzio presso Todi[6][8][9]
- 29 ottobre, san Terenzio, vescovo di Metz[8][9]
- 30 ottobre, beato Terence Albert O'Brien, religioso domenicano, vescovo di Emly e martire a Limerick sotto Oliver Cromwell[8]

## Persone
- Terenzio Alciati, storico italiano

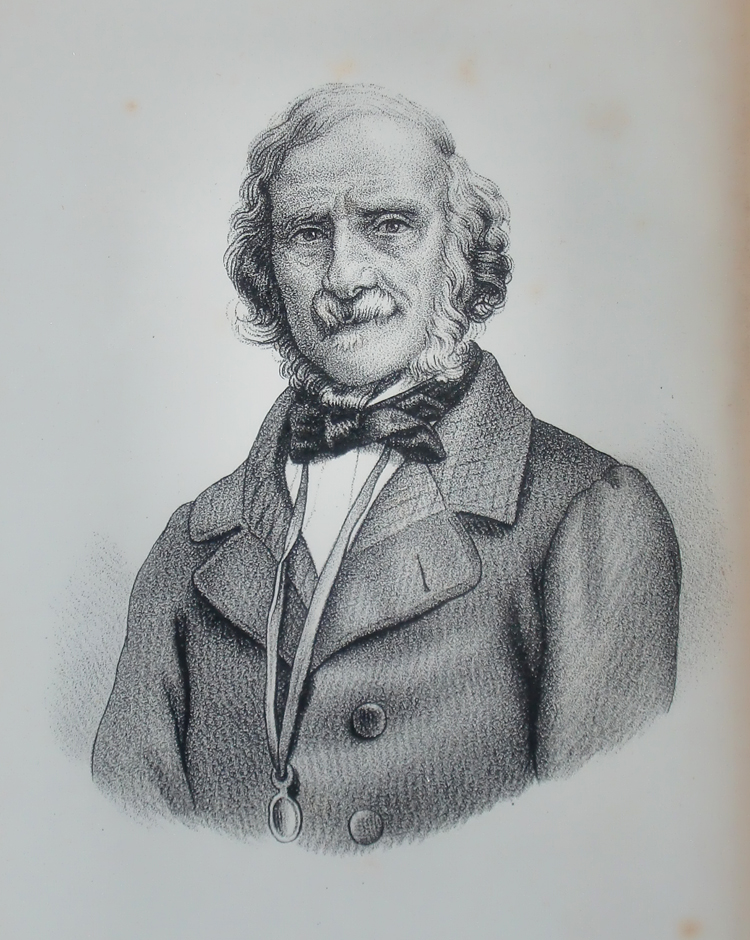
Terenzio Mamiani

- Terenzio di Imola, presbitero e santo italiano
- Terenzio di Luni, vescovo e santo italiano
- Terenzio di Pesaro, santo ungherese
- Terenzio Gargiulo, musicista e compositore italiano
- Terenzio Magliano, scrittore e politico italiano
- Terenzio Mamiani, filosofo, politico e scrittore italiano
- Terenzio Zardini, musicista e compositore italiano

### Antichi romani

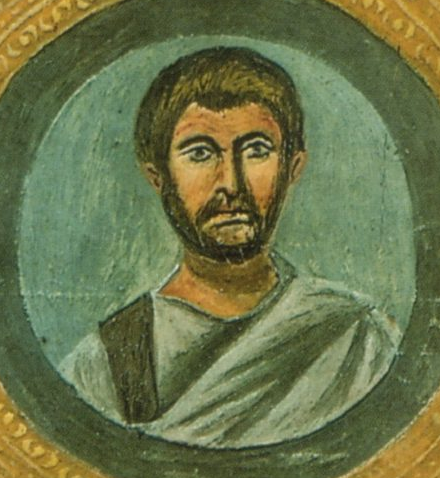
Publio Terenzio Afro

- Decimo Terenzio Scauriano (65 circa – dopo il 114), senatore romano
- Edio Lolliano Terenzio Genziano (III secolo d.C.), senatore e console romano.
- Gaio Terenzio Varrone (III secolo a.C.), militare e console romano, sconfitto nella Battaglia di Canne.
- Marco Terenzio Varrone Reatino (116 a.C. – 27 a.C.), letterato romano.
- Marco Terenzio Varrone Lucullo, generale romano
- Publio Terenzio Afro (195-185 a.C. circa – 159 a.C.), commediografo romano.
- Publio Terenzio Varrone Atacino (82 a.C. – 40/35 a.C.), poeta romano.
- Quinto Terenzio Scauro (II - III secolo d.C.), grammatico latino.

### Variante Terence
- Terence Blanchard, musicista statunitense
- Terence James Cooke, cardinale e arcivescovo cattolico statunitense
- Terence Fisher, regista britannico
- Terence Hill, attore, regista, sceneggiatore e produttore televisivo italiano
- Terence McKenna, scrittore e filosofo statunitense
- Terence Rattigan, commediografo e sceneggiatore britannico
- Terence Stamp, attore britannico
- Terence Tao, matematico australiano
- Terence Hanbury White, scrittore britannico
- Terence Winter, sceneggiatore e produttore televisivo statunitense
- Terence Young, regista britannico

### Variante Terrence

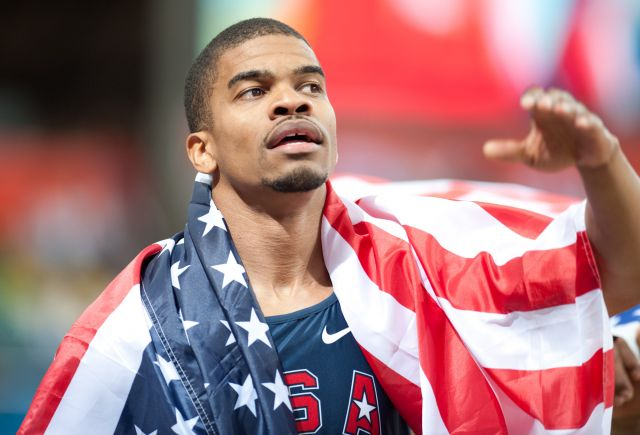
Terrence Trammell

- Terrence Boyd, calciatore statunitense
- Terrence Howard, attore statunitense
- Terrence Lasker, schermidore statunitense
- Terrence Malick, regista, sceneggiatore, produttore cinematografico, attore e compositore statunitense
- Terrence Mann, cantante, attore teatrale e attore cinematografico statunitense
- Terence Albert O'Brien, vescovo cattolico irlandese
- Terrence O'Hara, regista e attore statunitense
- Terrence Rencher, cestista statunitense
- Terrence Roderick, cestista statunitense
- Terrence Trammell, atleta statunitense
- Terrence Wilcutt, astronauta statunitense
- Terrence Williams, cestista statunitense

### Variante Terrance
- Terrance Roberson, cestista statunitense

### Variante femminile Terenzia
- Terenzia, nobildonna romana

## Il nome nelle arti
- Terenzio è un personaggio dell'omonima commedia teatrale di Carlo Goldoni.
- Terence Granchester è un personaggio del manga giapponese e della serie televisiva anime Candy Candy.
- Terence Wilder è un personaggio della telenovela spagnola Il segreto.
- Terence T. D'Arby è un personaggio de  Le bizzarre avventure di JoJo .